# 羊飼いの礼拝 (ショーンガウアー)
『羊飼いの礼拝』（ひつじかいのれいはい、独: Die Geburt Christi mit der Anbetung der Hirten 、 英: Adoration of the Shepherds）は、後期ゴシック絵画を頂点に導いたドイツの画家・銅版画家マルティン・ショーンガウアーが1475年ごろ、板上に油彩で描いた絵画で、画家の最も円熟した様式を示す、最も美しい作品のうちに数えられる。1902年に美術館友の会 (Kaiser-Friedrich-Museums-Verein) により購入されたが、それ以前の来歴は不明である。現在、ベルリン絵画館に所蔵されている。

## 作品
場面は「羊飼いの礼拝」を表している。馬小屋のある画面の中心は布でくるまれた幼子イエス・キリストで、登場する人物も動物もすべてイエスのほうを向いている。鑑賞者も馬小屋の中にいるようである。聖母マリアはイエスの前に跪いている。彼女の外套の縁はイエスのほうに垂れ下がっており、それは彼女がイエスと最も親しい間柄であることを示している。マリアの背後のより離れた位置には聖ヨセフが立っているが、画面左手前にある彼の杖と荷物が彼をイエスと結び付けている。
牡牛とロバもイエスのほうを向いているが、より近い位置にいる牡牛は神との新約を、より離れた位置にいるロバは神との旧約をおそらく象徴している。マリアの向かいには、天使から神の子イエスの誕生を知らされた3人の羊飼いがイエスのほうに身をかがめている。彼ら3人は青年、中年、老年という人生の3世代を表しており、あらゆる年代の人がイエスに礼拝をしていることを示している。
図像は、スウェーデンのビルギッタへの啓示を忠実に表したもので、彼女がそれを記述してから1世紀を経たショーンガウアーの時代にも人気のあるものであった。
ビルギッタへの啓示には、ヨセフの年老いた顔立ちと対照的な若いマリアの顔立ち、彼女の祈る手、ゆるい金髪のカールした髪、奇跡的に清らかで苦痛のないイエスの出産などが含まれる。さらに、イエスは跪いた母の子宮から自発的に生れ出、彼女の処女性は損なわれることなく、出産後にへその緒も見えなかったという。
ショーンガウアーは、スペインとフランドルへ旅行した際に見たロヒール・ファン・デル・ウェイデンやハンス・メムリンクなどの初期フランドル派の画家たちにおそらく影響を受けた。一方、ショーンガウアーの人物配置は、アルブレヒト・デューラーやハンス・ブルクマイアーなど後の画家たちの影響を示している。

## ギャラリー

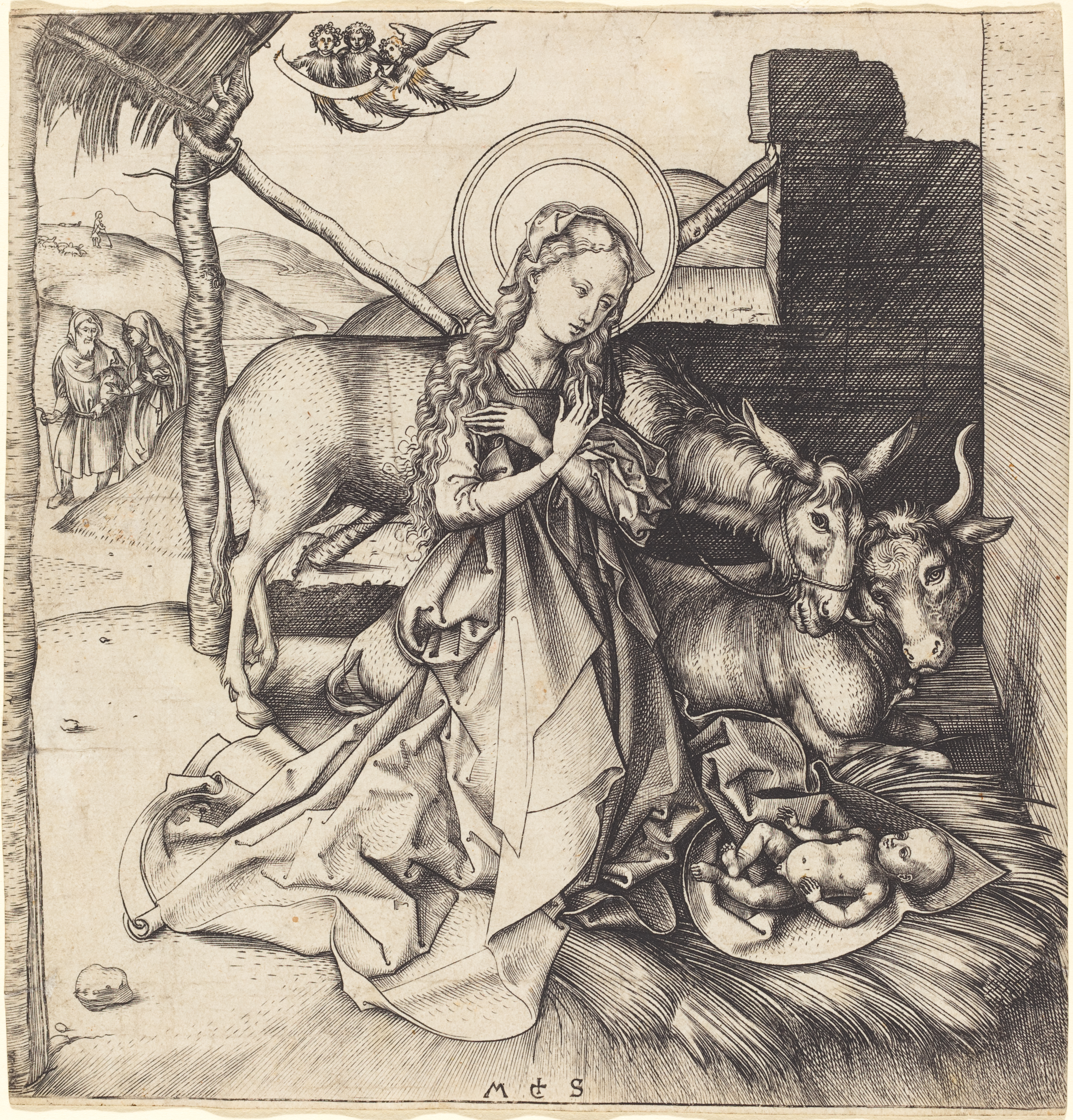
ショーンガウアーのエングレービング『小キリストの降誕』
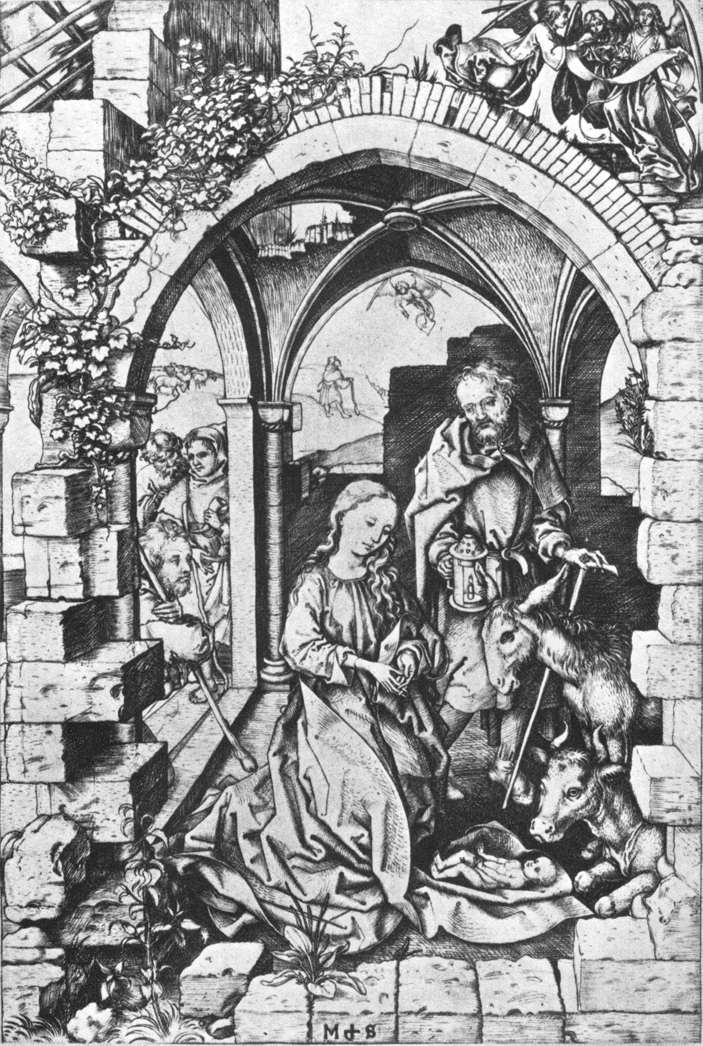
ショーンガウアーのエングレービング『大キリストの降誕』
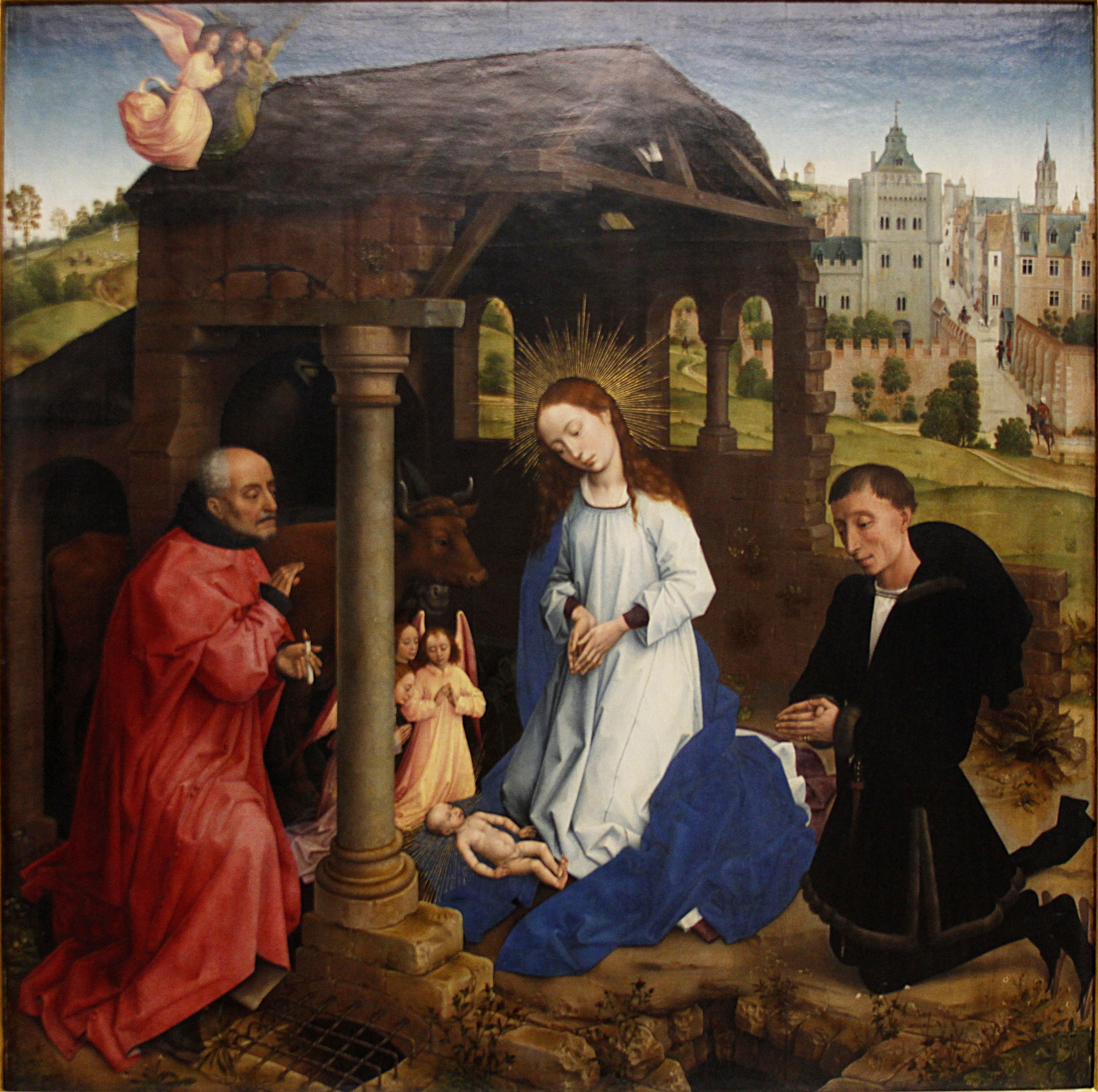
ロヒール・ファン・デル・ウェイデン『ブラデリン祭壇画』本作の30年前
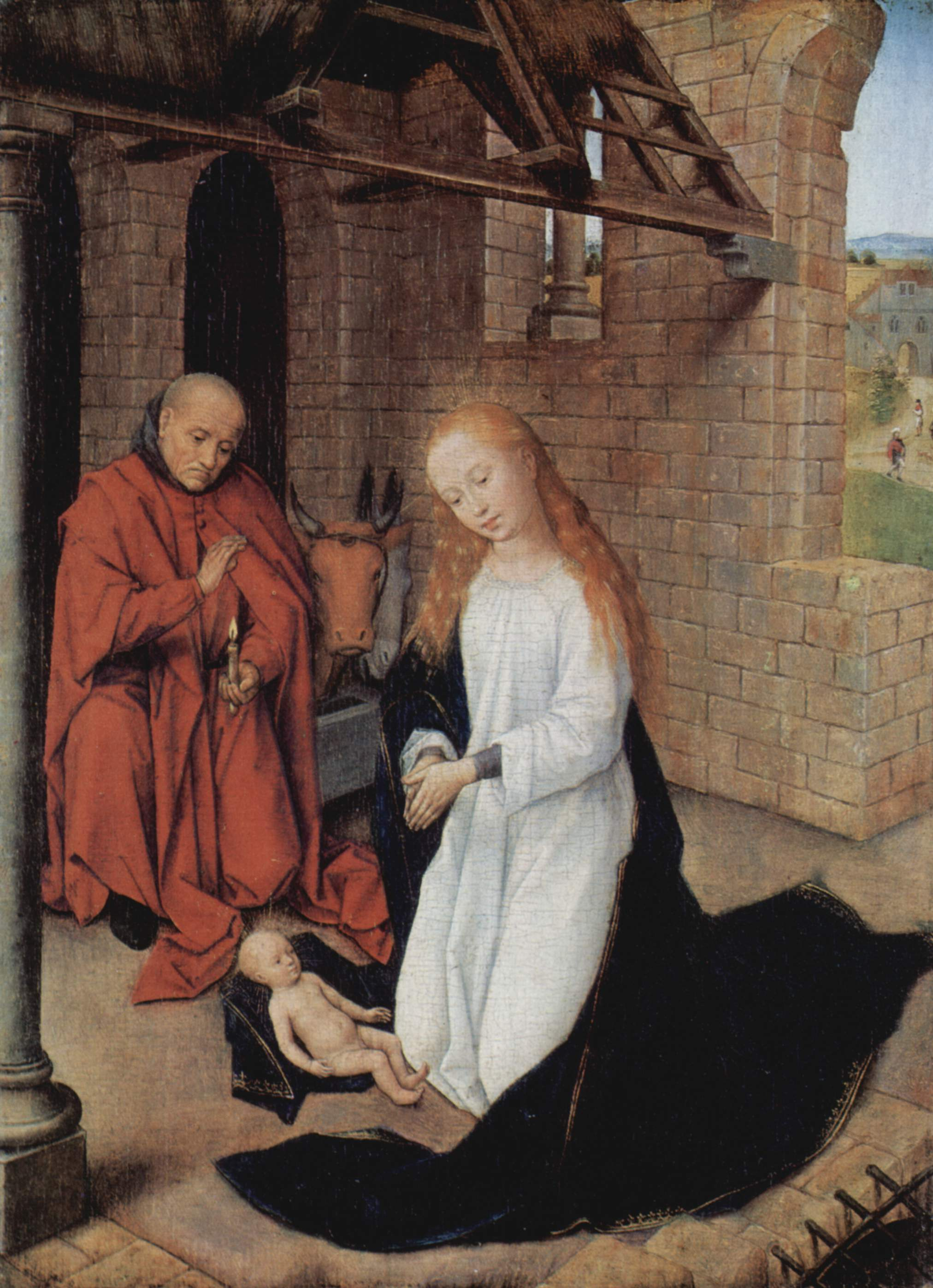
ハンス・メムリンク 『キリストの降誕』本作の10年前
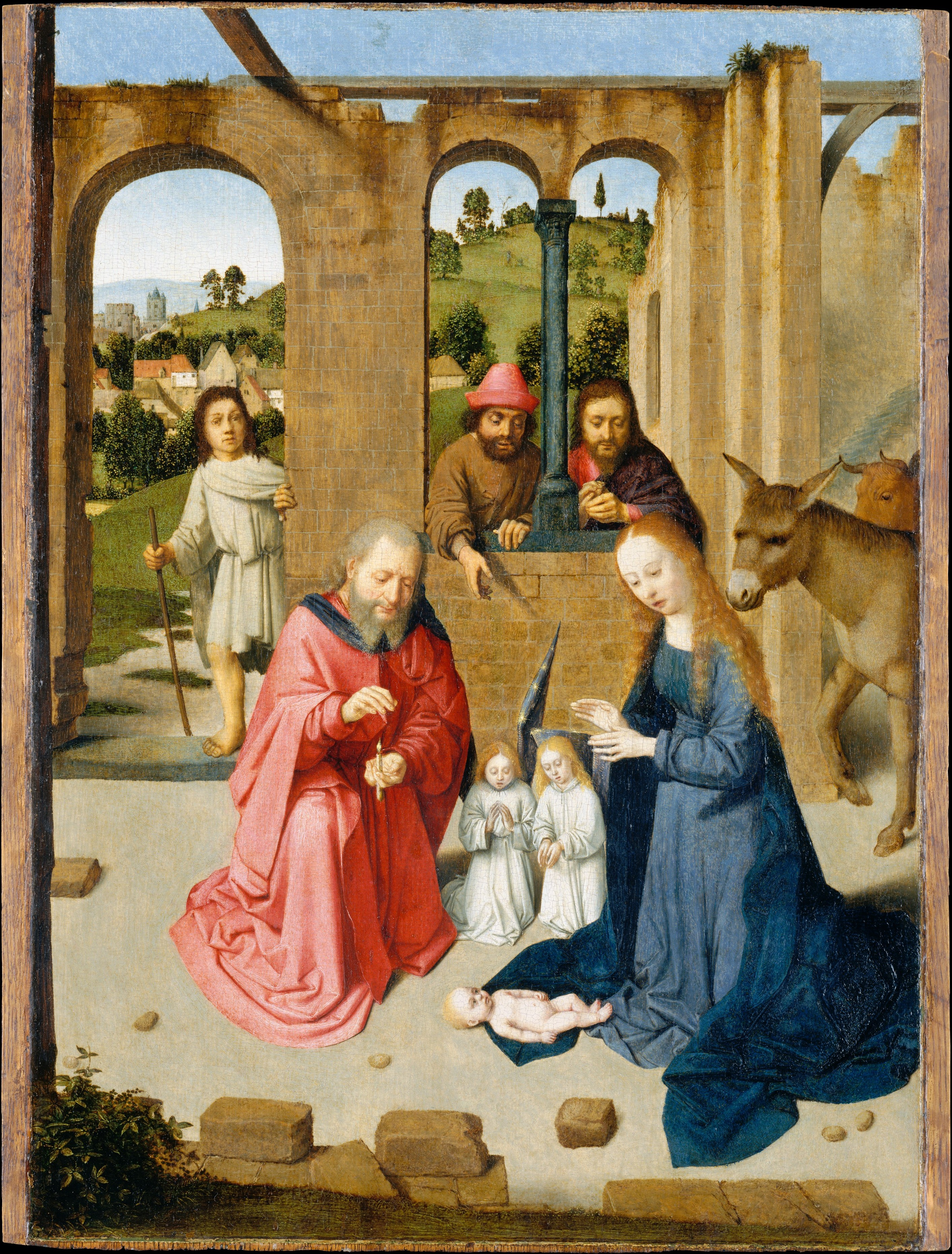
ヘラルト・ダヴィト 『キリストの降誕』本作とほぼ同時期の作品
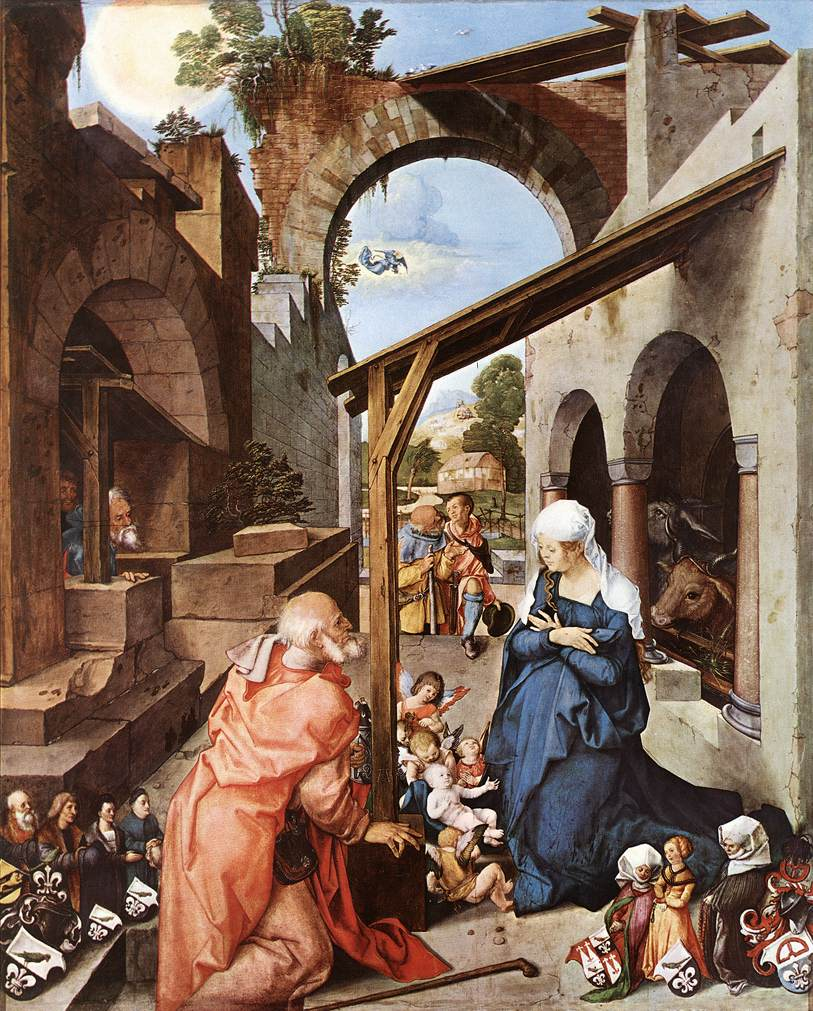
アルブレヒト・デューラー 『パウムガルトナー祭壇画』本作の20年後
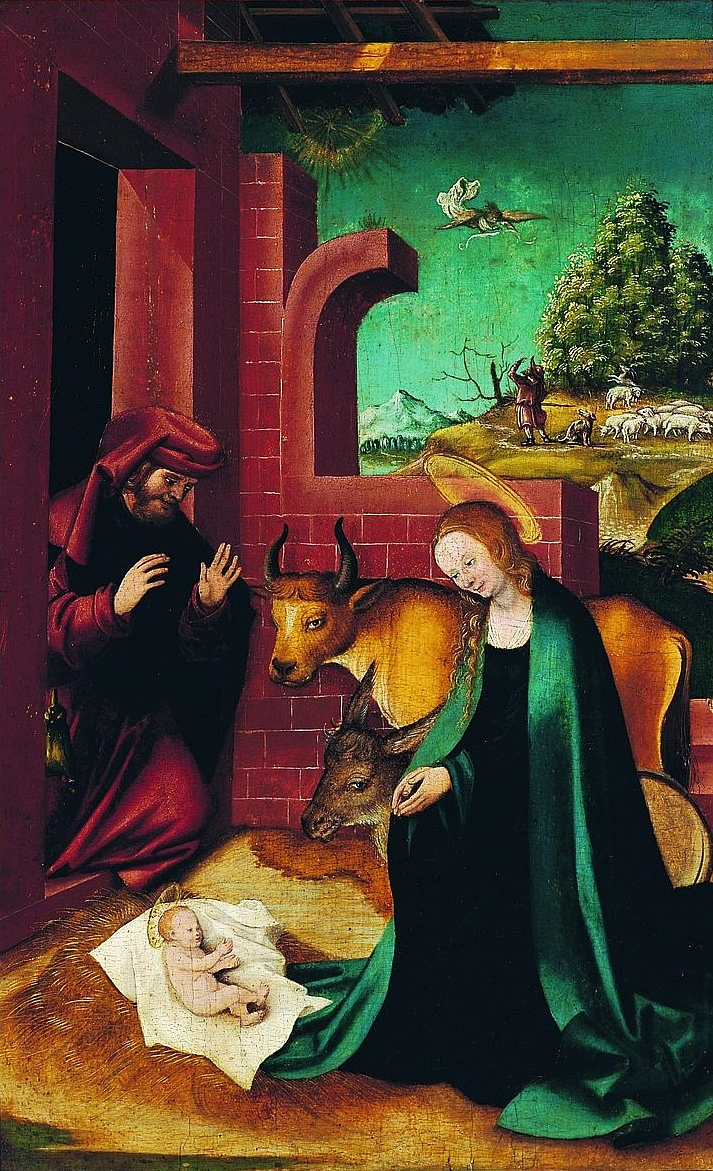
ハンス・ブルクマイアー 『キリストの降誕』本作の40年後